# Paraliparis acutidens
Paraliparis acutidens és una espècie de peix pertanyent a la família dels lipàrids.

## Descripció
- Fa 13,2 cm de llargària màxima.
- Nombre de vèrtebres: 66-68.[4]

## Hàbitat
És un peix marí i demersal que viu entre 3.721 i 3.723 m de fondària.

## Distribució geogràfica
Es troba a l'oest del mar de Scotia.